# Concacaf-mästerskapet 1967
CONCACAF-mästerskapet 1967 spelades i Tegucigalpa, Honduras under perioden 5-19 mars 1967.  Guatemala, tränade av Rubén Amorín, vann turneringen före Mexiko, tränade av Ignacio "Nacho" Trelles, och Honduras.

## Slutturnering

### Slutställning
| Nr | Lag                 | S | V | O | F | GM | IM | MS | P |
| -- | ------------------- | - | - | - | - | -- | -- | -- | - |
| 1  | Guatemala           | 5 | 4 | 1 | 0 | 7  | 1  | +6 | 9 |
| 2  | Mexiko              | 5 | 4 | 0 | 1 | 10 | 1  | +9 | 8 |
| 3  | Honduras            | 5 | 2 | 2 | 1 | 4  | 2  | +2 | 6 |
| 4  | Trinidad och Tobago | 5 | 2 | 0 | 3 | 6  | 10 | −4 | 4 |
| 5  | Haiti               | 5 | 1 | 0 | 4 | 5  | 9  | −4 | 2 |
| 6  | Nicaragua           | 5 | 0 | 1 | 4 | 3  | 12 | −9 | 1 |

### Matcher
|  | 5 mars 1967 | Honduras | 1 – 0 | Trinidad och Tobago | Estadio Tiburcio Carías Andin |  |
|  |             |          |       |                     | Tegucigalpa                   |  |
|  |             |          |       |                     |                               |  |
|  |             |          |       |                     |                               |  |

|  | 6 mars 1967 | Guatemala                      | 2 – 1 | Haiti | Estadio Tiburcio Carías Andin |             |
|  |             | Hugo Peña ?′ Manuel Recinos ?′ |       |       | Tegucigalpa                   | Tegucigalpa |
|  |             |                                |       |       | Tegucigalpa                   | Tegucigalpa |
|  |             |                                |       |       | Tegucigalpa                   | Tegucigalpa |

|  | 6 mars 1967 | Mexiko                                                | 4 – 0   | Nicaragua | Estadio Tiburcio Carías Andin                  |                                                |
|  |             | Raúl Arellano Gallo 36′, 53′, 85′ Manuel Lapuente 43′ | (2 – 0) |           | Tegucigalpa Domare: Carlos Pontaza (Guatemala) | Tegucigalpa Domare: Carlos Pontaza (Guatemala) |
|  |             |                                                       |         |           | Tegucigalpa Domare: Carlos Pontaza (Guatemala) | Tegucigalpa Domare: Carlos Pontaza (Guatemala) |
|  |             |                                                       |         |           | Tegucigalpa Domare: Carlos Pontaza (Guatemala) | Tegucigalpa Domare: Carlos Pontaza (Guatemala) |

|  | 8 mars 1967 | Trinidad och Tobago                    | 3 – 2           | Haiti                               | Estadio Tiburcio Carías Andin |             |
|  |             | Gerry Browne 4′ Alvin Corneal 17′, 52′ | (2 – 1) Rapport | 33′ (str.) Guy Saint-Vil 56′ Pierre | Tegucigalpa                   | Tegucigalpa |
|  |             |                                        |                 |                                     | Tegucigalpa                   | Tegucigalpa |
|  |             |                                        |                 |                                     | Tegucigalpa                   | Tegucigalpa |

|  | 8 mars 1967 | Honduras | 1 – 1 | Nicaragua | Estadio Tiburcio Carías Andin |  |
|  |             |          |       |           | Tegucigalpa                   |  |
|  |             |          |       |           |                               |  |
|  |             |          |       |           |                               |  |

|  | 10 mars 1967 | Haiti | 2 – 1 | Nicaragua | Estadio Tiburcio Carías Andin |  |
|  |              |       |       |           | Tegucigalpa                   |  |
|  |              |       |       |           |                               |  |
|  |              |       |       |           |                               |  |

|  | 10 mars 1967 | Guatemala          | 1 – 0 | Mexiko | Estadio Tiburcio Carías Andin                                    |                                                                  |
|  |              | Manuel Recinos 83′ |       |        | Tegucigalpa Domare: Walter van Rosberg (Nederländska Antillerna) | Tegucigalpa Domare: Walter van Rosberg (Nederländska Antillerna) |
|  |              |                    |       |        | Tegucigalpa Domare: Walter van Rosberg (Nederländska Antillerna) | Tegucigalpa Domare: Walter van Rosberg (Nederländska Antillerna) |
|  |              |                    |       |        | Tegucigalpa Domare: Walter van Rosberg (Nederländska Antillerna) | Tegucigalpa Domare: Walter van Rosberg (Nederländska Antillerna) |

|  | 12 mars 1967 | Mexiko                                                            | 4 – 0   | Trinidad och Tobago | Estadio Tiburcio Carías Andin                                 |                                                               |
|  |              | Luis Estrada 22′, 63′ Manuel Cerda Canela 40′ Fernando Bustos 83′ | (2 – 0) |                     | Tegucigalpa Publik: 17 813 Domare: Carlos Pontaza (Guatemala) | Tegucigalpa Publik: 17 813 Domare: Carlos Pontaza (Guatemala) |
|  |              |                                                                   |         |                     | Tegucigalpa Publik: 17 813 Domare: Carlos Pontaza (Guatemala) | Tegucigalpa Publik: 17 813 Domare: Carlos Pontaza (Guatemala) |
|  |              |                                                                   |         |                     | Tegucigalpa Publik: 17 813 Domare: Carlos Pontaza (Guatemala) | Tegucigalpa Publik: 17 813 Domare: Carlos Pontaza (Guatemala) |

|  | 12 mars 1967 | Guatemala | 0 – 0 | Honduras | Estadio Tiburcio Carías Andin |  |
|  |              |           |       |          | Tegucigalpa                   |  |
|  |              |           |       |          |                               |  |
|  |              |           |       |          |                               |  |

|  | 14 mars 1967 | Guatemala                          | 2 – 0 | Trinidad och Tobago | Estadio Tiburcio Carías Andin |             |
|  |              | Manuel Recinos ?′ Guayo de León ?′ |       |                     | Tegucigalpa                   | Tegucigalpa |
|  |              |                                    |       |                     | Tegucigalpa                   | Tegucigalpa |
|  |              |                                    |       |                     | Tegucigalpa                   | Tegucigalpa |

|  | 14 mars 1967 | Mexiko           | 1 – 0   | Haiti | Estadio Tiburcio Carías Andin             |                                           |
|  |              | Luis Estrada 39′ | (1 – 0) |       | Tegucigalpa Domare: Juan Dimas (Honduras) | Tegucigalpa Domare: Juan Dimas (Honduras) |
|  |              |                  |         |       | Tegucigalpa Domare: Juan Dimas (Honduras) | Tegucigalpa Domare: Juan Dimas (Honduras) |
|  |              |                  |         |       | Tegucigalpa Domare: Juan Dimas (Honduras) | Tegucigalpa Domare: Juan Dimas (Honduras) |

|  | 17 mars 1967 | Trinidad och Tobago              | 3 – 1           | Nicaragua        | Estadio Tiburcio Carías Andin        |                                      |
|  |              | Gerry Browne 30′ Beraza 40′, 41′ | (3 – ?) Rapport | ?′ Manuel Cuadra | Tegucigalpa Domare: José I. Morán () | Tegucigalpa Domare: José I. Morán () |
|  |              |                                  |                 |                  | Tegucigalpa Domare: José I. Morán () | Tegucigalpa Domare: José I. Morán () |
|  |              |                                  |                 |                  | Tegucigalpa Domare: José I. Morán () | Tegucigalpa Domare: José I. Morán () |

|  | 17 mars 1967 | Honduras            | 2 – 0   | Haiti | Estadio Tiburcio Carías Andin                                    |                                                                  |
|  |              | Enrique Grey ?′, ?′ | Rapport |       | Tegucigalpa Domare: Walter van Rosberg (Nederländska Antillerna) | Tegucigalpa Domare: Walter van Rosberg (Nederländska Antillerna) |
|  |              |                     |         |       | Tegucigalpa Domare: Walter van Rosberg (Nederländska Antillerna) | Tegucigalpa Domare: Walter van Rosberg (Nederländska Antillerna) |
|  |              |                     |         |       | Tegucigalpa Domare: Walter van Rosberg (Nederländska Antillerna) | Tegucigalpa Domare: Walter van Rosberg (Nederländska Antillerna) |

|  | 19 mars 1967 | Guatemala                        | 2 – 0 | Nicaragua | Estadio Tiburcio Carías Andin |             |
|  |              | Hugo Peña 30′ Manuel Recinos 33′ |       |           | Tegucigalpa                   | Tegucigalpa |
|  |              |                                  |       |           | Tegucigalpa                   | Tegucigalpa |
|  |              |                                  |       |           | Tegucigalpa                   | Tegucigalpa |

|  | 19 mars 1967 | Mexiko          | 1 – 0   | Honduras | Estadio Tiburcio Carías Andin            |                                          |
|  |              | Jesús Prado 34′ | (1 – 0) |          | Tegucigalpa Domare: Henry Landaver (USA) | Tegucigalpa Domare: Henry Landaver (USA) |
|  |              |                 |         |          | Tegucigalpa Domare: Henry Landaver (USA) | Tegucigalpa Domare: Henry Landaver (USA) |
|  |              |                 |         |          | Tegucigalpa Domare: Henry Landaver (USA) | Tegucigalpa Domare: Henry Landaver (USA) |

Källor för Mexikos matchdata (om inget annat anges): RSSSF - Mexico - International Results Details 1960-1969
| CONCACAF-mästare 1967   |
| ----------------------- |
| Guatemala Första titeln |